# North Ayrshire
A Área de Conselho (ou Council Area) de North Ayrshire (em gaélico escocês, Siorrachd Inbhir Àir a Tuath), é uma das 32 novas subdivisões administrativas da Escócia e faz fronteira com: Inverclyde a norte, Renfrewshire a noroeste, East Renfrewshire a oeste, East Ayrshire a sudoeste e South Ayrshire a sul e é banhado pelo Firth of Clyde ao leste.
Esta área foi criada em 1996 sobre a mesma área do antigo distrito de Cunninghame. A região continental era históricamente pertencente ao antigo Condado de Ayr e as ilhas de Arran, Great Cumbrae e Little Cumbrae pertenciam ao antigo Condado de Bute.